# Démosz
A démosz (görög δῆμος) a (köz)nép, község, valamely vidék lakosainak összessége. Az i. e. 6. században közigazgatási egység az athéni államban. Jelentései:
- Legkorábbi előfordulásakor, a lineáris B írásos táblákon falut, faluközösséget jelentett.
- A kleiszthenészi reformokat követően Athénban a polisz legkisebb területi egységét, kerületét jelölte, melyekből a trittüszök felépültek. Ezek területe a vidéki körzetekben (chóra) egybeesett a korábbi falvakkal, Athén és Peiraeusz területéből azonban tíz ún. „választókerületet” alakítottak ki.[1]

A 10 phülének (törzsnek) előbb 100, később 174 démosza volt. A felosztás eredetileg a földbirtokon alapult, oly módon, hogy ki-ki abba a démoszba tartozott, ahol birtoka volt. A birtokviszonyok változtával ez is megváltozott. Neveiket részint az egyes helységekről, részint egyes nemzetségektől nyerték. Minden polgárnak valamely démoszba kellett tartoznia, és hivatalos megnevezésénél az atya mellé odatették a démosz nevét is, például Démoszthenész Démoszthenész fia Paiania démoszból. Az egyes démoszoknak volt közös istentiszteletük, közös földbirtokuk, jövedelmük, kiadásuk.
- A nép szemben az uralkodókkal, előkelőkkel, arisztokráciával. Ebből ered a demokrácia („népuralom”) fogalma.
- A nép mint önálló, szabad összesség, népgyűlés.[1]
- Járás, kerület, ország, állam.